# John Kearsley Mitchell
Pour les articles homonymes, voir John Mitchell et Mitchell.
Jean Kearsley Mitchell (12 mai 1798 – 4 avril 1858) était un médecin et écrivain américain, né à Shepherdstown, Virginie (aujourd'hui Virginie de l'Ouest). Il sortit diplômé de l'école de médecine de l'Université de Pennsylvanie en 1819. Avant d'installer son cabinet à Philadelphie, il fit trois voyages vers l'Extrême-Orient en tant que chirurgien de bord. En 1826, il devint professeur de médecine et de physiologie à l'Institut de médecine de Philadelphe et, en 1833, professeur de chimie à l'Institut Franklin. De 1841 à 1858, il enseigna la théorie et la pratique de la médecine au Jefferson Medical College.
Il fut aussi le père du médecin et écrivain Silas Weir Mitchell (15 février 1829 – 4 janvier 1914).

## Œuvres
- Sainte-Hélène (1821), un poème
- Sur la Sagesse, la bonté et la puissance de Dieu, comme illustré dans les propriétés de l'eau (1834)
- L'indécision, une histoire du Far-West, et autres poèmes (1839)
- Sur l'origine cryptogamique des fièvres malignes et épidémiques (1849)
- Cinq essais sur divers produits chimiques et des sujets médicaux  (1858), publié à titre posthume par son fils S. Weir Mitchell.
- (en) « John Kearsley Mitchell », dans New International Encyclopedia [détail des éditions]

## Sources
- Société Edgar Allan Poe de Baltimore